# Паникулам, Георг
Георг Паникулам (англ. George Panikulam; род. 25 октября 1942, Путенчира, Британская Индия) — индийский прелат и ватиканский дипломат. Титулярный архиепископ Каудиума с 4 декабря 1999. Апостольский нунций в Гондурасе с 4 декабря 1999 по 3 июля 2003. Апостольский нунций в Мозамбике с 3 июля 2003 по 24 октября 2008. Апостольский нунций в Эфиопии и апостольский делегат в Сомали с 24 октября 2008 по 14 июня 2014. Апостольский нунций в Джибути с 18 декабря 2009 по 14 июня 2014. Апостольский нунций в Уругвае с 14 июня 2014 по октябрь 2017.